# جيمس أندرسون (تنس)
جيمس أندرسون (بالإنجليزية: James Anderson)‏ مواليد 17 سبتمبر 1895 في إنفيلد، نيوساوث ويلز، أستراليا - الوفاة 22 ديسمبر 1973 في غوسفورد، نيوساوث ويلز، أستراليا، كان لاعب كرة مضرب أسترالي بدأ مسيرته كمحترف سنة 1926 وكان يلعب باليد اليمنى. كما أنه أحد أبطال الجراند سلام. أعلى تصنيف له في الفردي كان المركز الـ 3 في سنة 1923.

## بطولات حققها
- بطولة ويمبلدون

## روابط خارجية
- جيمس أندرسون على موقع رابطة محترفي التنس (الإنجليزية)
- جيمس أندرسون على موقع الاتحاد الدولي لكرة المضرب (الإنجليزية)
- جيمس أندرسون على موقع كأس ديفيز (الإنجليزية)
- جيمس أندرسون على موقع قاعة مشاهير كرة المضرب الدولية (الإنجليزية)
- جيمس أندرسون على موقع خلاصة التنس.كوم (الإنجليزية)